# Луговое (Восточно-Казахстанская область)
Лугово́е (каз. Луговое) — село в Шемонаихинском районе Восточно-Казахстанской области Казахстана, входит в состав Октябрьского сельского округа. Код КАТО — 636847300.

## География
Село расположено на северо-западе Шемонаихинского района, в 10 километрах к северо-западу от административного центра сельского округа села Октябрьское, в 12 километрах к северо-западу от районного центра города Шемонаиха. Ближайшая железнодорожная станция Шемонаиха — расположена в 14 километрах к югу от села (по дороге — 18 км). Соседние населённые пункты: Горкуново в 8 километрах к западу, Красная Шемонаиха в 8 километрах к юго-востоку. Транспортное сообщение осуществляется автомобильной дорогой KF SH-01 «Шемонаиха — Октябрьское — Луговое». Высота центра населённого пункта — 491 метров над уровнем моря.

## Население
| Численность населения | Численность населения | Численность населения | Численность населения |
| 1989                  | 1999                  | 2009                  | 2021                  |
| --------------------- | --------------------- | --------------------- | --------------------- |
| 458                   | ↘440                  | ↘341                  | ↘236                  |

Процентное соотношение численно-преобладающих национальностей согласно переписи 1989 года:
| Национальность | Процентное соотношение |
| -------------- | ---------------------- |
| Немцы          | 39 %                   |
| Русские        | 38 %                   |
| Другие         | 23 %                   |